# Lijst van voetbalinterlands China - Indonesië
Deze lijst van voetbalinterlands is een overzicht van alle officiële voetbalwedstrijden tussen de nationale teams van China en Indonesië (van 1934 tot 1945 spelend onder de naam Nederlands-Indisch voetbalelftal). De landen speelden tot op heden zestien keer tegen elkaar. De eerste ontmoeting, een wedstrijd tijdens de Verre Oosten Spelen 1934, werd gespeeld in Manilla (Filipijnen) op 5 mei 1934.  Het laatste duel, een kwalificatiewedstrijd voor het Wereldkampioenschap voetbal 2026, vond plaats op 5 juni 2025 in Jakarta.

## Wedstrijden
| №  | Plaats    | Datum            | Competitie                 | Wedstrijd                | Uitslag |
| -- | --------- | ---------------- | -------------------------- | ------------------------ | ------- |
| 1  | Manilla   | 5 mei 1934       | Verre Oosten Spelen 1934   | China – Nederlands-Indië | 2 – 0   |
| 2  | Jakarta   | 12 mei 1957      | WK 1958 kwalificatie       | Indonesië – China        | 2 – 0   |
| 3  | Beijing   | 2 juni 1957      | WK 1958 kwalificatie       | China − Indonesië        | 4 − 3   |
| 4  | Rangoon   | 23 juni 1957     | WK 1958 kwalificatie       | China − Indonesië        | 0 − 0   |
| 5  | Pyongyang | 2 augustus 1965  | Vriendschappelijk          | China − Indonesië        | 3 − 0   |
| 6  | Bangkok   | 11 november 1981 | Vriendschappelijk          | China − Indonesië        | 4 − 2   |
| 7  | Singapore | 25 augustus 1986 | Vriendschappelijk          | Indonesië − China        | 0 − 3   |
| 8  | Singapore | 20 april 1992    | Azië Cup 1992 kwalificatie | China − Indonesië        | 2 − 0   |
| 9  | Tripoli   | 16 oktober 2000  | Azië Cup 2000              | China − Indonesië        | 4 − 0   |
| 10 | Kunming   | 13 mei 2001      | WK 2002 kwalificatie       | China − Indonesië        | 5 − 1   |
| 11 | Jakarta   | 27 mei 2001      | WK 2002 kwalificatie       | Indonesië − China        | 0 − 2   |
| 12 | Beijing   | 21 juli 2004     | Azië Cup 2004              | Indonesië − China        | 0 − 5   |
| 13 | Jakarta   | 15 oktober 2013  | Azië Cup 2015 kwalificatie | Indonesië − China        | 1 − 1   |
| 14 | Xi'an     | 15 november 2013 | Azië Cup 2015 kwalificatie | China − Indonesië        | 1 − 0   |
| 15 | Qingdao   | 15 oktober 2024  | WK 2026 kwalificatie       | China − Indonesië        | 2 − 1   |
| 16 | Jakarta   | 5 juni 2025      | WK 2026 kwalificatie       | Indonesië − China        | 1 − 0   |

## Samenvatting
| Competitie            | Totaal gespeeld | Winst China | Gelijk | Winst Indonesië | Doelsaldo China – Indonesië |
| --------------------- | --------------- | ----------- | ------ | --------------- | --------------------------- |
| WK-kwalificatie       | 7               | 4           | 1      | 2               | 13 − 8                      |
| Azië Cup              | 2               | 2           | 0      | 0               | 9 − 0                       |
| Azië Cup-kwalificatie | 3               | 2           | 1      | 0               | 4 – 1                       |
| Verre Oosten Spelen   | 1               | 1           | 0      | 0               | 2 − 0                       |
| Vriendschappelijk     | 3               | 3           | 0      | 0               | 10 − 2                      |
| Totaal                | 16              | 12          | 2      | 2               | 38 – 11                     |

Wedstrijden bepaald door strafschoppen worden, in lijn met de FIFA, als een gelijkspel gerekend.